# Alfred Larsen
Alfred Waldemar Garmann Larsen (Oslo, 24 de novembre de 1863 - Oslo, 10 de setembre de 1950) va ser un regatista noruec que va competir a començaments del segle xx. Era pare del també regatista Petter Larsen.
El 1912 va prendre part en els Jocs Olímpics d'Estocolm, on va guanyar la medalla d'or en la categoria de 12 metres del programa de vela, a bord del Magda IX.